# Robin Thicke

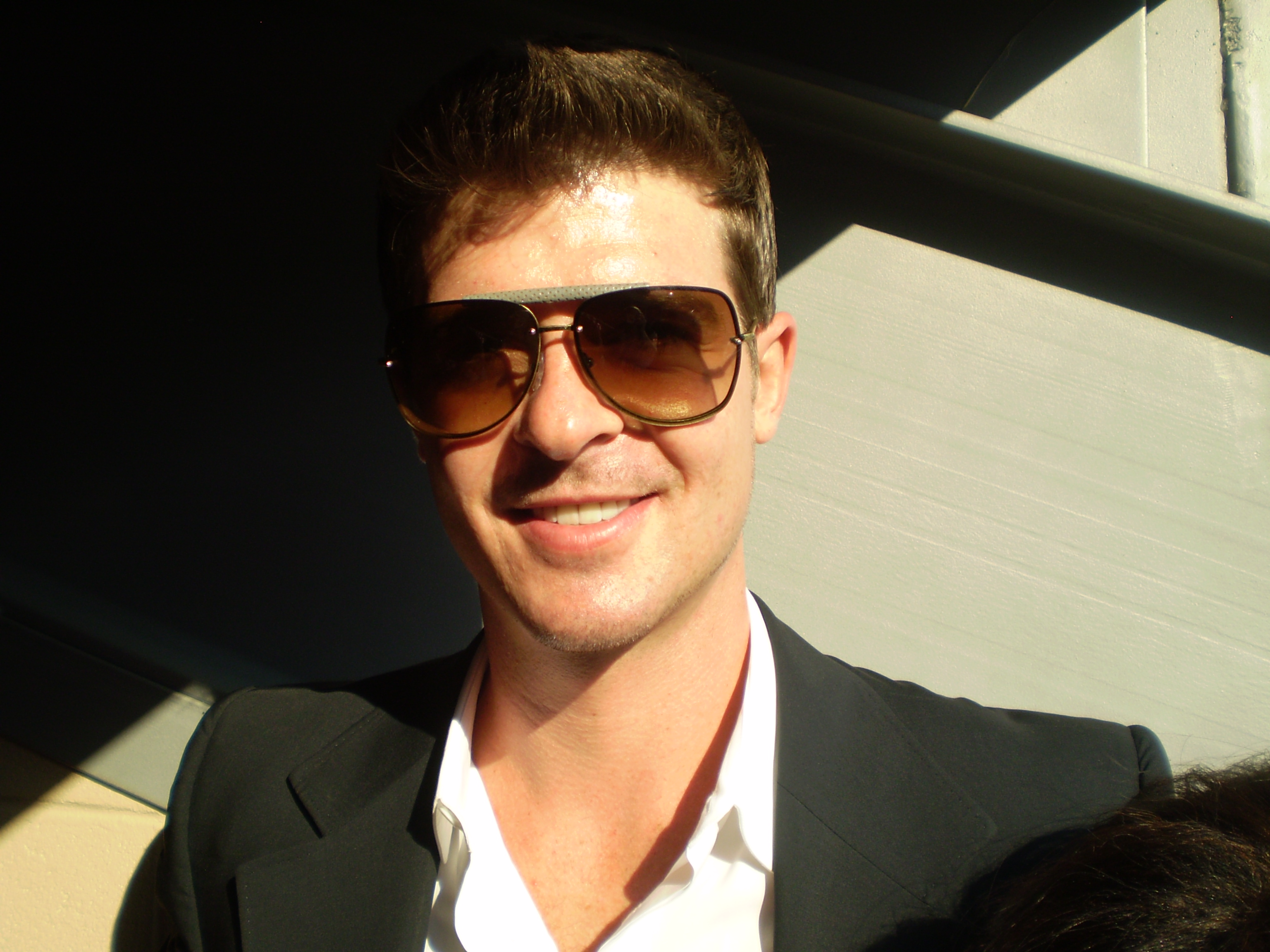
Robin Thicke

Robin Thicke este un cântăreț și textier american. El a debutat în 2013 cu hitul Blurredlines